# Adda Gleason
Adda Gleason (19 de  diciembre de 1888 – 6 de febrero de 1971) fue una actriz cinematográfica estadounidense, activa principalmente en la época del cine mudo.
Nacida en Chicago, Illinois, una de sus más importantes películas fue Ramona. Ella falleció en Los Ángeles, California.

## Selección de su filmografía
- To Be Called For (1914)
- The Livid Flame (1914)
- Ramona (1916)
- The Voice in the Fog (1916)
- That Devil, Bateese (1918)
- How Baxter Butted In (1925)
- The Old Soak (1926)